# 旭英昭
旭 英昭（あさひ ひであき 1946年 - ）は日本の元外交官。初代駐東ティモール大使。東京大学大学院教授。日本国際問題研究所客員研究員。

## 経歴・人物
1946年、静岡県生まれ。1965年、静岡県立静岡高等学校卒業。1970年、東京大学法学部卒業。1971年、外務省入省、2004年～05年、駐東ティモール大使。2006年退官。2007～13年、東京大学教授（国際関係論、国際政治）。東京大学大学院総合文化研究科教授（安全保障）。日本国際問題研究所客員研究員。

## 著書
- 『平和構築論を再構築する』旭英昭 著　日本評論社　2015.3